# Маленькие женщины (фильм, 1949)
«Маленькие женщины» (англ. Little Women) — американская цветная мелодрама режиссёра Мервина Лероя 1949 года. Фильм был снят на студии «Metro-Goldwyn-Mayer».
Экранизация одноименного романа Луизы Мэй Олкотт.
Премьера фильма состоялась 10 марта 1949 года.

## Сюжет
Фильм повествует о жизни четырёх сестёр Мэг, Джо, Бесс и Эмми Марч и их матери, ожидающих возвращения отца семейства с Гражданской войны. Семье в условиях войны необходимо как-то свести концы с концами. Существенную помощь семейству оказывают их сосед мистер Лоуренс и его внук Лори… Фильм о взрослении сестёр Марч, об их первой любви, надеждах и разочарованиях, о формировании их жизненной позиции и начале самостоятельной жизни.
Одна из сестёр станет впоследствии писательницей.

## В ролях
- Джун Эллисон — Жозефина «Джо» Марч
- Питер Лоуфорд — Теодор «Лори» Лоуренс
- Маргарет О’Брайен — Элизабет «Бет» Марч
- Элизабет Тейлор — Эми Марч
- Джанет Ли — Маргарет «Мэг» Марч
- Россано Брацци — профессор Фридрих Баер
- Мэри Астор — Маргарет Марч
- Люсиль Уотсон — тётя Марч
- Си Обри Смит — мистер Лоренс
- Элизабет Паттерсон — Ханна Маллет
- Леон Эймс — мистер Роберт Марч
- Гарри Дэвенпорт — Барнс, доктор
- Конни Гилкрист — миссис Кирк
- Ричард Уайлер — Джон Брук
- Эллен Корби — Софи
- Дороти Эбботт — эпизод (нет в титрах)
- Хэрлан Бриггс — эпизод (нет в титрах)
- Розали Кэлверт — эпизод (нет в титрах)
- Фрэнк Дариен — эпизод (нет в титрах)
- Лиза Гольм — эпизод (нет в титрах)
- Олин Хоуленд — мистер Дэвис, учитель (нет в титрах)
- Элуиз Хардт — эпизод (нет в титрах)
- Дайан Нэнс Китти — эпизод (нет в титрах)
- Ральф Питерс — эпизод (нет в титрах)
- Мелинда Плауман — эпизод (нет в титрах)
- Норман Рейни — эпизод (нет в титрах)
- Изабель Рандольф — миссис Гарднер (нет в титрах)
- Артур Уолш— эпизод (нет в титрах)
- Уилл Райт — эпизод (нет в титрах)

Фильм стал одним из самых кассовых фильмов 1949 года. Согласно отчетам «Metro-Goldwyn-Mayer», он заработал 3 425 000 долларов в США и Канаде и 2 495 000 долларов за границей, в результате чего прибыль составила 812 000 долларов.

## Награды
- Премия «Оскар» за лучшую работу художника-постановщика Седрика Гиббонса (1950)
- В том же году фильм номинировался на Премию «Оскар» за лучшую операторскую работу.